# Камышановка
Камышановка (кирг. Камышановка) — село в Сокулукском районе Чуйской области Кыргызстана. Административный центр и единственный населённый пункт Камышановского аильного округа. Код СОАТЕ — 41708 222 828 01 0.

## География
Село расположено в северной части области, в левобережной части долины реки Чу, вблизи государственной границы с Казахстаном. Абсолютная высота — 566 метров над уровнем моря.

## Население
| год     | 2009 | 2014 | 2015 |
| ------- | ---- | ---- | ---- |
| человек | 1834 | 2276 | 2430 |